# Рокантика
Рокантика (итал. Roccantica) је насеље у Италији у округу Ријети, региону Лацио.
Према процени из 2011. у насељу је живело 300 становника. Насеље се налази на надморској висини од 443 м.

## Становништво
Према резултатима пописа становништва 2011. у општини је живело 605 становника.
| 1931. | 1936. | 1951. | 1961. | 1971. | 1981. | 1991. | 2001. | 2011. |
| ----- | ----- | ----- | ----- | ----- | ----- | ----- | ----- | ----- |
| 888   | 914   | 897   | 696   | 584   | 577   | 549   | 631   | 605   |